# Leif Sevón

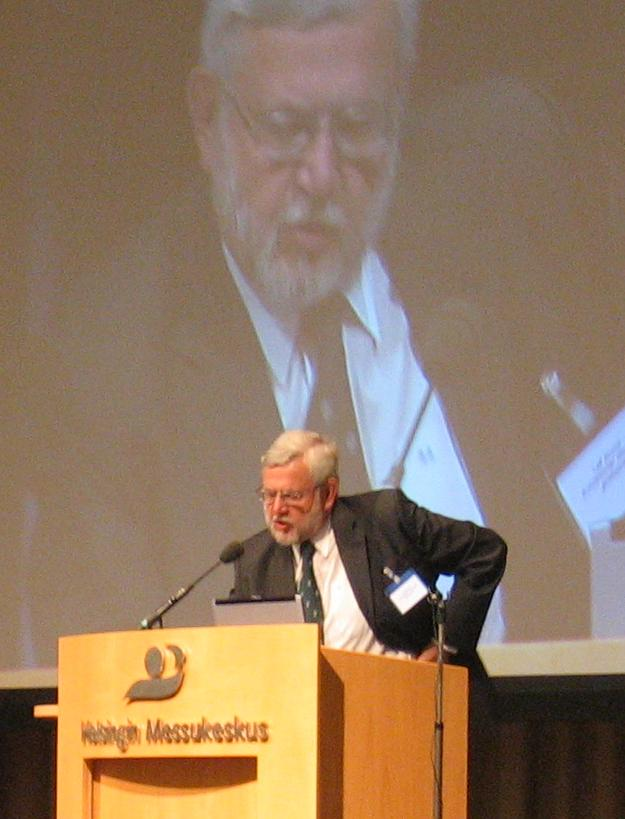
Leif Sevón föreläser 2007 på Helsingfors mässcentrum.

Leif Jörgen Arvidsson Sevón, född 31 oktober 1941 i Helsingfors, är en finländsk jurist. 
Sévon avlade juris kandidatexamen 1965, licentiatexamen 1969 och blev 1971 vicehäradshövding. Han arbetade därefter bland annat som tjänsteman på Justitieministeriet samt 1991–1992 på Utrikesministeriet. 
Han utsågs den 1 juli 1991 till justitieråd och ledamot av Högsta domstolen och var president av densamma från 1 januari 2002 till 31 december 2005. Han har även 1994–1995 varit ordförande i Efta-domstolen samt 1995–2001 ledamot av EG-domstolen. 
Leif Sevón var 1965–1996 gift med professor Guje Sevón.